# コノハナノサクヤビメ
木花之佐久夜毘売（このはなのさくやびめ）は、日本神話に登場する女神。

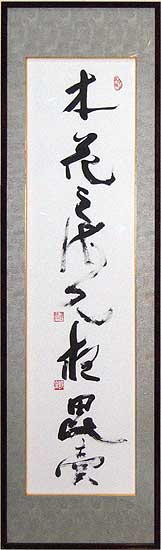
木花之佐久夜毘賣

## 概要
『古事記』では本名を神阿多都比売（）、別名を木花之佐久夜毘売（）、『日本書紀』では本名を神吾田津姫（）、神吾田鹿葦津姫（）、別名を木花開耶姫（）、『播磨国風土記』では許乃波奈佐久夜比売命（）と表記する。読みはコノハナノサクヤビメ、コノハナサクヤビメ、コノハナサクヤヒメ、または単にサクヤビメと呼ばれることもある。木花咲弥姫命（）と表記することもある。
神話では、天照大御神（）の命を受けて地上世界に降臨した邇邇芸命（）から求婚を受ける。父の大山津見神はそれを喜んで、姉の石長比売（）と共に嫁がせようとしたが、邇邇芸命は醜い石長比売を送り返し、美しい木花之佐久夜毘売とだけ結婚した。父神の大山津見神はこれを怒り、私が娘二人を一緒に差し上げたのは石長比売を妻にすれば天津神の御子（邇邇芸命）の命は岩のように永遠のものになるはずであったのに、木花之佐久夜毘売のみを妻にしたため、木の花が咲き誇るように繁栄はするだろうが、その命ははかないものになるだろうと語った。それで天神の子孫である天皇に寿命が生じてしまったといい、神々の時代から天皇の時代への途中に位置づけられる神話となっている（天孫降臨を参照）。
木花之佐久夜毘売は一夜で身篭るが、邇邇芸命は国津神の子ではないのではないかと疑った。疑いを晴らすため、誓約をして産屋に入り、「天津神である邇邇芸命の本当の子なら何があっても無事に産めるはず」と、産屋に火を放ってその中で火照命（もしくは火明命）・火須勢理命・火遠理命の三柱の子を産んだ（火中出産を参照）。火遠理命の孫が初代天皇の神武天皇である。
『播磨国風土記』では伊和大神（大国主神）の妻とされる。

## 考証
本名の「阿多」は鹿児島県南さつま市から野間半島にわたる地域、また薩摩国（鹿児島県西部）にちなむ名で、「鹿葦」も薩摩の地名という。
名は一般的には植物と関連づけられている。神阿多都比売の名義は「神聖な、阿多の女性（巫女）」とされ、木花之佐久夜毘売の神名の「木花」は木花知流比売と同様「桜の花」、「之」は格助詞、「佐久」は「咲く」、「夜」は間投助詞、「毘売」は「女性」と解し、名義は「桜の花の咲くように咲き栄える女性」と考えられる。なお桜は神木であり、その花の咲き散る生態によって年穀を占う木と信じられた。神名は咲くことを主にすれば 「木花之佐久夜毘売」となり、散ることを主にすれば「木花知流比売」となるとされる。
これに対してポリネシア語をもとに、コノは kau-nui（大型船）、ハナは hana（労働）、サクヤヒメは haku wahine（貴婦人）とする推論もある。

## 系譜

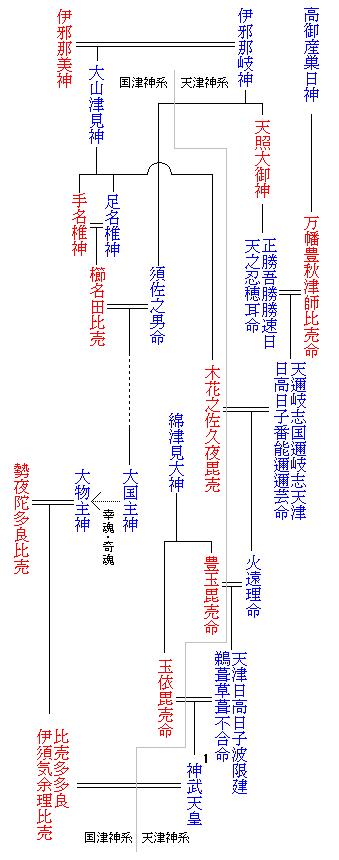
天皇系図 神代 「古事記」より

大山津見神の娘で石長比売の妹。天照大御神の孫である邇邇芸命との間に火照命（海幸彦）・火須勢理命・火遠理命（山幸彦）を生んだ。
なお兄弟姉妹に足名椎・手名椎・神大市比売・木花知流比売・石長比売・天之狭土神・国之狭土神・天之狭霧神・国之狭霧神・天之闇戸神・国之闇戸神・大戸惑子神・大戸惑女神がいる。

## 信仰
富士山の祭神は様々な形で神格化されているが、その一つである浅間大神（富士の権現）がコノハナノサクヤビメとして位置づけられている。富士山を神体山とする富士山本宮浅間大社（静岡県富士宮市）と、配下の日本国内約1300社の浅間神社に祀られている。
歴史的には、古代や中世には富士山の祭神（権現）をコノハナノサクヤビメとする文献は見当たらないとされ、近世に林羅山が元和2年（1616年）の『丙辰紀行』で諸説の中から三島神社の祭神が父神の大山祇神であり三島と富士が父子関係にあるとする伝承を重視し、これを前提に「富士の大神をば木花開耶姫」と神話解釈を行ったことで権威をもつようになった。また堀杏庵は寛永4年（1627年）の『杏陰稿』で「富士権現ハ木花開耶姫」と記している。
コノハナノサクヤビメは、浅間神社の他、安産や子育ての神として子安神社（皇大神宮所管社、東京都八王子市、千葉県旭市など）に、酒解子神として梅宮大社（京都府京都市右京区）に、また、伊都国の中心とされる福岡県糸島市三雲の細石神社にも姉のイワナガヒメと共に祀られている。
なお、扶桑教や実行教のように富士山を信仰する教派神道では、浅間大神あるいはコノハナノサクヤビメを祭神としておらず、天祖天神または天御中主神を祭神としている。
一方、富士講では富士の祭神を仙元大日神としており、仙元大日神の子孫がコノハナノサクヤビメと結婚したとしている。

## 祀る神社
木花之佐久夜毘売を祀る神社は全国に無数にあるため、ここでは主な神社を列挙する。
- 富士山本宮浅間大社（静岡県富士宮市）と、日本国内約1300社の浅間神社
#信仰を参照
- 子安神社（三重県伊勢市）
伊勢神宮皇大神宮（内宮）所管社。
- 都萬神社（宮崎県西都市）
日向式内四座の一社。コノハナサクヤ姫は、甘酒を作ってお乳代わりに飲ませたともいわれ、境内に「日本酒発祥の碑」が立っている。
- 木花神社（宮崎県宮崎市）
コノハナ（木花）サクヤ姫の夫のニニギノミコトの行宮の跡と伝えられる。三皇子生誕の産屋「無戸室｣（うつむろ）の跡がある。
- 高千穂神社（宮崎県西臼杵郡高千穂町）
天孫降臨の地として知られる。サクヤ姫は「高千穂神」の一柱として夫のニニギノミコト等とともに祀られている。
- 霧島神宮（鹿児島県霧島市）
もう一つの天孫降臨の地として知られ、主祭神として夫のニニギノミコトが祀られ、サクヤ姫は相殿に祀られる。
- 新田神社（鹿児島県薩摩川内市）
サクヤ姫の夫のニニギノミコトの御陵の可愛山陵がある神社で、サクヤ姫の陵墓（端陵古墳）と伝わる末社（端陵神社）がある。
- 大山祇神社（愛媛県今治市大三島町）
愛媛県今治市大三島の大山祇神社の本殿（オオヤマツミノカミ：コノハナサクヤヒメの父神）の裏側にある摂社（姫子邑神社）に祀られている。近隣の岡村島にある同名の姫子島神社の主祭神でもある。このほかの三島神社や大山祇神社でも、コノハナサクヤ姫が祀られている場合がある。
- 縣神社（京都府宇治市）
木花咲耶姫命、又の御名は神吾田（かみあがた）を奉祀し「あがた」の名の通り神代以来当地の 守護神であった。
- 櫻井子安神社（千葉県旭市）
木花咲耶姫命・伊邪那岐命・伊邪那美命をお祀りしている。
- 箱根神社（神奈川県足柄下郡箱根町）
箱根大神の一神として祀られている。
- 浅間神社　(東京都町田市小野路)
- 子安神社（東京都八王子市）
- 上目黒氷川神社（東京都目黒区大橋）
目黒富士浅間神社という境内社に祀られている。
- 子易神社（東京都板橋区板橋)
御祭神は木花咲耶姫乃命。
- 篠崎浅間神社（東京都江戸川区上篠崎）
天慶元年（938）5月15日に創建された江戸川区内最古の神社。旧郷社で御祭神は木花咲耶姫命。

## 立像
- 鹿児島県南さつま市[2]